# Сахалинский хаски
Сахалинский хаски, или сахалинская лайка, или гиляцкая лайка (англ. Sakhalin Husky),  (яп. 樺太犬 карафуто-кэн, «сахалинский пёс») — исчезающая  порода собак, сформировавшаяся как рабочая ездовая, собака нивхов — это местный аборигенный народ Приамурья и Сахалина, чьё устаревшее название — «гиляки». В большинстве источников собаки указываются как имеющие японское происхождение. Является одной из древнейших пород.
Предпринимаются усилия по восстановлению породы.

## Описание и история
Порода обладает высоким интеллектом, преданностью хозяину, смелостью, а также высокой выносливостью. Отличается спокойным и невозмутимым характером, редко проявляет робость. «Сахалинцы» могли противостоять медведю (одна из традиционных у нивхов охот — травля медведя собаками). Собаки помогали в охоте на морского зверя. Основная функция Сахалинской хаски — ездовая. «Гиляцкую» или Сахалинскую ездовую отличает: мощный скелет и лапы, приспособленные для движения по пересеченной местности и снегам. Это крупная порода собак, рост кобелей и сук в среднем от 52 до 62 см, отдельные экземпляры могут достигать 70 см в холке. Сахалинский хаски - это собака ездового типа и имеет растянутую колодку (то есть — более длинную, вытянутую), с крепким костяком и мощной развитой мускулатурой. Вес взрослой собаки от 16 до 20 кг. На лицевой части головы и на передней стороне конечностей шерсть короткая. Хвост поленом, реже — изогнут серпом и закинут на бок. Окрасы: чёрный, белый, серый, рыжий, коричневый, тигровый, нередко встречаются однотонные собаки. 
У нивхов это культовое животное, и, в зависимости от цвета, играло различную культовую роль. Есть указание на то, что сахалинские гиляки особо ценили мощных спокойных собак тигрового окраса с грубоватой головой и заметно укороченным щипцом (признаки вероятного прилития крови мастифообразных собак). Согласно легендам нивхи, в рай нивха должен отвезти сахалинский хаски.
В 1920-40-х гг. «гиляцкая ездовая» использовалась в Красной Армии и считалась в СССР одной из лучших военных собак. В довоенные годы XX века Сахалинские хаски высоко ценились при обслуживании скоростной почтовой связи в регионах Крайнего Севера. Только две породы собак, сахалинский хаски и сибирский хаски, могли зимой добраться до стоянок и экспедиций, находящихся на большом удалении. В 30-е годы XX века началось преднамеренное истребление сахалинских хаски, за шкуру которых платили как за волчью. Связано это было с тем, что традиционная пища, которой кормили своих собак нивхи, состояла из большого количества красной рыбы. Государственные программы посчитали содержание таких собак слишком дорогостоящим и не имеющим дальнейшего смысла. Часть собак в этот период была вывезена с Сахалина в Японию, где и обрела свою международную известность, из-за которой страной происхождения этих собак в ряде источников указывают Японию.
По замечаниям кинолога Шершевского, «гиляцкая ездовая» относится к типу ездовой собаки, более отклоняющийся к абсолютно скоростному, то есть собак несколько более легких, с более коротким туловищем, для которых характерным аллюром будет галоп. Движения спокойны, неторопливы, что создает ошибочное впечатление о её вялости. Упряжки амурских и сахалинских собак, обслуживавшие в 19, начале 20 века скоростную почтовую связь в устье Амура и материка с Сахалином и подвергавшиеся длительному отбору на скорость, являлись хорошими представителями этого типа ездовых собак.

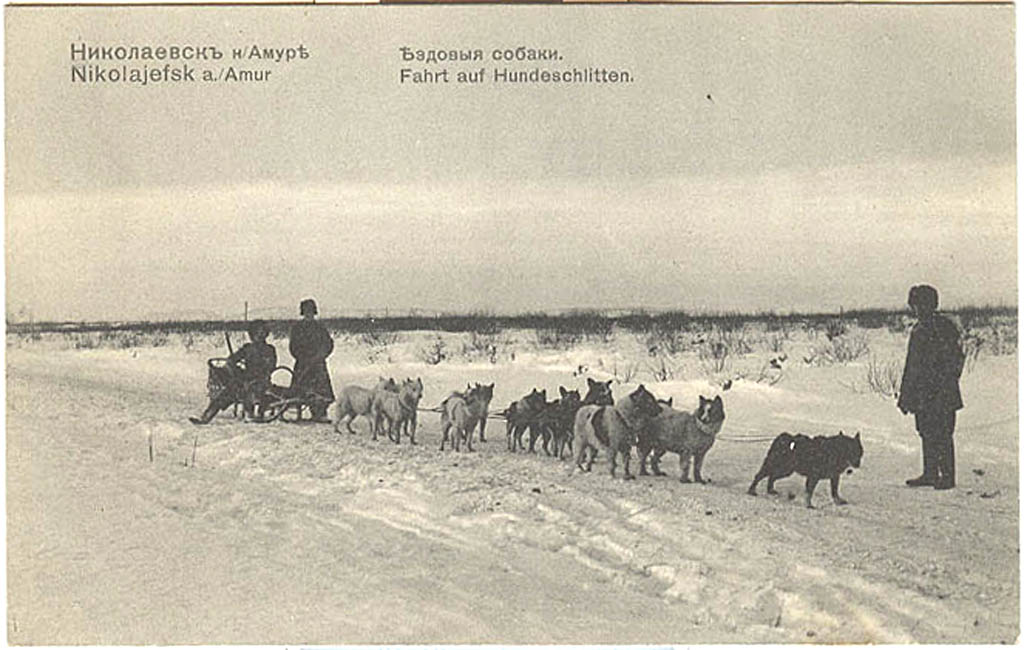
Упряжка гиляцких лаек около Николаевска-на-Амуре. Открытка 1903

В настоящее время почти исчезнувшая порода собак (к 2011 году один заводчик Сергей Любых на Севере Сахалина в поселке Некрасовка).

## Сахалинская лайка, ездовая собака
Собак отличала чрезвычайная неприхотливость и выносливость. Кормили их зимой один раз в сутки сушёной рыбой. Заготовка кетовой кости производилась осенью во время нереста кеты, когда гиляки (нивхи) заготовляют юколу. Рыбное филе срезается острым ножом и подвешивается. Оставшаяся хребтовая кость предназначается для собак.
Некоторые исследователи считают эту породу родственной породе Акито. Например, выдающаяся заводчица лаек Мария Георгиевна Дмитриева-Сулима сообщала в 1911 году о существовании акитоподобных собак у сахалинских нивхов и в Витимской тайге. Более того, в 30-е годы Карафуто Кен («сахалинцы») использовались японцами для реконструкции породы Акита Ину. Именно кроссбридингом с Карафуто Кен, объясняются возникающие иногда длиношерстные Акита Ину.
В конце XIX — начале XX веков сахалинские ездовые считались одними из лучших собак для покорения Севера и активно вывозились для различных экспедиций (в том числе и международных), и на Аляску, в основном, через Николаевск-на-Амуре.
Так они были закуплены для антарктической экспедиции Роберта Скотта в 1910 году — где каюром был русский сахалинец Дмитрий Гирев.
Сахалинские ездовые участвовали в японской антарктической экспедиции 1910—1912 гг. первого японского исследователя Антарктиды Сирасэ Нобу — с каюрами с Сахалина (айнами по национальности), с Ямабэ Ясуноскэ (айнское имя Яёманэку) и Ханамори Синкичи (айнское имя Сиси).
Участие сахалинских ездовых в японской экспедиции в Антарктиду в 1958 году (о чём был снят фильм «Антарктида») принесло им наибольшую славу.
Вывозились они и в другие регионы России — так в 1909 году задокументировано распоряжение помощника военного генерал-губернатора Приморской области для населения Камчатки в низовьях Амура: закупка около двух десятков ездовых собак. При этом было рекомендовано брать производителей не старше двух лет.
Закупки породных производителей в Приамурье были продолжены в 30-х гг. — летом 1931 г. на Землю Франца Иосифа было завезено 1200 нивхских собак, осенью 1926 г. ещё 130 таких же животных завезли на о. Диксон.

## Интересные факты
В феврале 1958 года японские исследователи из-за чрезвычайной ситуации оставили в Антарктиде 15 сахалинских хаски с малым запасом еды, рассчитывая вскоре забрать их, но погода очень сильно испортилась, и им не удалось это сделать. Поэтому люди вернулись туда только почти через год — 14 января 1959 года. Невероятно, но они нашли двух чудом выживших собак. Эти собаки стали героями, а также принесли своей породе огромную популярность. Это событие послужило основой для кинофильма «Антарктика» (другое название «Антарктическая история») (англ. "South Pole Story" - Nankyoku Monogatari (南極物語) в американском прокате: «Antarctica» — 1983 года режиссёра Корэёси Курахара. Позже по этому фильму, как ремейк, был снят американский фильм Белый плен. В честь погибших собак из этой экспедиции в Японии на народные деньги был поставлен памятник.
13 собак были найдены мертвыми: Горо, Бэсу, Моку, Ака, Куро — так и не сорвались с привязи; тела Боти, Кумы, Рики, Анко, Сиро, Дзякку, Дэри и второго Кумы потеряны в море; 2 — найдены живыми: Таро и Дзиро.
Неясно, как собаки смогли выжить, так как по мнению экспертов средняя лайка может прожить в таких условиях не более 2 месяцев; еда же, оставленная на базе, оказалась вся съедена Таро и Дзиро. Впоследствии их судьбы — разошлись. Дзиро умер в Антарктике два года спустя в 5-й экспедиции в июле 1960 года. Таро был вывезен в Саппоро, в Университет на Хоккайдо, где и умер, в возрасте 20 лет, в 1975 году. Таксодермические останки героев были выставлены в качестве музейных экспонатов. Таро — в университете Хоккайдо, а Дзиро — в Токио, Национальный Музей Науки, в парке Уэно, рядом с чучелом знаменитого Хатико.
Имена пятнадцати ездовых собак породы сахалинский хаски (карафуто-кэн), участвовавших в японской экспедиции 1958 года:
1. Рики: Семилетний кобель с светло-серой шкурой и белыми отметинами, лидер упряжки. (Пропавший)
2. Анко: Трёхлетний кобель с коричневой шкурой и белой полосой на груди. (Пропавший)
3. Aкa: шестилетний кобель с темно-серой шкурой, имел тенденцию устраивать бои с другими членами команды. (Умерший)
4. Кума от Монбэцу: Пятилетний кобель с чёрной шкурой, белые носки и белая грудь, иногда служил в качестве ведущей собаки. (Умерший)
5. Kума от Фурэн: Пятилетний кобель с чёрной шкурой и пятнами — белое пятно на груди. Отец Таро и Дзиро. (Пропавший)
6. Пэку: Пятилетний кобель с коричневой шкурой, чёрная маска на морде и черные уши, похож на бельгийский Tervuren. (Умерший)
7. Горо: Четырёхлетний кобель с чёрной шкурой и белой полосой на морде, наподобие колли. Служил «колесами» собачей команды. (Умерший)
8. Дэри: шестилетний кобель с серой шкурой и чёрным пятном на спине в форме седла. (Пропавший)
9. Боти: Четырёхлетний кобель со светло-коричневой шкурой и волчьим аппетитом. (Умерший)
10. Моку: Четырёхлетний кобель с чёрной шкурой и белыми носками на передних ногах.(Умерший)
11. Дзякку: Четырёхлетний кобель с черно-белой шкурой, почти напоминающей колли. (умерший)
12. Куро: Пятилетний кобель с чёрной шкурой и белыми отметинами на морде, груди и ногах. (Умерший)
13. Сиро: Трёхлетний кобель с белоснежной шкурой, иногда служил в качестве ведущей собаки. (Пропавший)
14. Таро: Трёхлетний кобель с чёрной шкурой. Сын Kума от Фурэн и старший брат Дзиро. (Выжил)
15. Дзиро: Трёхлетний кобель с темной шкурой коричневого оттенка, с белым пятном на груди, и белыми носками. Сын Kума от Фурэн и младший брат Таро. (Выжил)